# Amiga Format
Amiga Format — английский журнал, посвященный компьютерам Amiga и продукции для них, выпускавшийся с 1989 по 2000 год под эгидой издательства Future plc. Как и во многих изданиях, выпускавшихся под маркой «Format» (ST Format, PC Format) в каждом выпуске журнала содержались обзоры программного и аппаратного обеспечения, отзывы читателей и приложение в виде дискеты с различными программами и демками (позднее журнал перешёл на компакт-диски).

## История
Издание было основано в августе 1989 года, когда предыдущее издание ST/Amiga Format было разделено на два отдельных журнала — на Amiga Format и ST Format. Журнал издавался вплоть до мая 2000 года, после ресурсы издательства были переброшены на новую аудиторию — журнал Linux Format. За более чем десятилетнюю историю журнала было выпущено 136 выпусков, максимальный тираж отдельных номеров достигал 200 000 экземпляров.